# Tea Ernst
Tea Ernst (* 18. Mai 1906 als Tea Kreimeier in Paderborn; † 24. März 1991 in Köln) war eine deutsche Designerin und Unternehmerin.

## Biographie

### Ausbildung und erste Berufsjahre
Nach dem Abitur am Gymnasium im Michaelskloster in ihrer Heimatstadt Paderborn begann Tea Kreimeier, Tochter eines Ingenieurs, 1926 mit einem Studium an der Handwerker- und Kunstgewerbeschule Bielefeld. In Anschluss an eine zweisemestrige Vorklasse wurde sie in die Texilklasse der Designerin Gertrud Kleinhempel aufgenommen. Bereits während dieser Ausbildung arbeitete sie freiberuflich als Designerin und beteiligte sich an Wettbewerben der Textilindustrie.
1930 heiratete Kreimeier den Grafiker Jupp Ernst, der an der Bielefelder Schule ebenfalls seine Ausbildung erhalten hatte. Das Ehepaar pflegte einen großen, kulturell interessierten und künstlerisch anspruchsvollen Freundeskreis. 1938 zog das Ehepaar nach Berlin, um dort an den Deutschen Werkstätten tätig zu sein. Jupp Ernst schrieb später in seiner Autobiographie, man habe im relativ kleinen Bielefeld nicht abseits von der Partei leben können und sei auf Schritt und Tritt beobachtet worden, im größeren Berlin hingegen habe man ungestört arbeiten können.
Von 1934 bis 1936 entwarf Tea Ernst Teppiche und Rollenware für die Herforder Teppichfabrik und 1939 die ersten Tapetenmuster für die Tapetenfabrik Gebrüder Rasch in Bramsche. Auch war sie Mitarbeiterin der Zeitschrift die neue linie.
Anfangs orientierte sich Ernst am Bauhaus-Stil. Bekannt wurde sie mit den sogenannten Figurinentapeten, später kamen später Motive mit Pflanzen und Blumen hinzu. In den 1960er und 1970er Jahren entwickelte sie einen eigenen farbigen Stil mit floralen Mustern bis hin zu großflächigen geometrischen Mustern. 1937 entwarf Ernst Kostüme und Bühnenbild für Die ägyptische Helena von Richard Strauss, Nach dem Zweiten Weltkrieg arbeitete sie für die Städtischen Bühnen Bonn, die mit einer von ihr ausgestatteten Inszenierung von Don Giovanni den Betrieb wieder aufnahm. 1949 wurden Tapetenmuster der Firma Rasch von ihr auf der Werkbundausstellung neues wohnen in Köln gezeigt.

### Krieg und spätere Jahre
1940 wurde der Sohn Ekkehard geboren, 1945 zog die Familie Ernst ins Allgäu, später zurück nach Bielefeld. Anschließend lebten die Ernsts in Wuppertal, wo Jupp Ernst 1948 Direktor der dortigen Werkkunstschule geworden war. In den 1950er Jahren wurde die Ehe mit Jupp Ernst geschieden; der Ehemann ging 1959 eine zweite Ehe ein.
1951 gründete Tea Ernst gemeinsam mit Eberhard Eggert ihr eigenes Unternehmen Dr. Eberhard Eggert – Verlag der Tea Ernst Stoffe in Köln, nachdem sie mit Erfolg auf der Triennale in Mailand vertreten gewesen war und dort eine Silbermedaille für ihre Entwürfe gewonnen hatte. Jährlich wurden unter anderem zwei Druckmuster-Kollektionen entworfen. Dazu brachte sie eine Kollektion einfarbiger Vorhangsstoffe unter dem Namen Tulipan auf den Markt, die anfangs aus 16 Farbtönen bestand und später auf bis zu 100 erweitert wurde. Unter Lizenz wurden die Stoffe in Australien und Japan vertrieben und die neuen Stoffmuster regelmäßig auf Messen gezeigt. Das Unternehmen florierte, und 1976 wurde im Kölner Stadtteil Rodenkirchen ein Neubau bezogen.
Das Osthaus Museum Hagen und das Stedelijk Museum in Amsterdam präsentierten Ernsts Werke. Das Victoria and Albert Museum in London kaufte Stoffe von Ernst, die über Jahre in einer Dauerwanderausstellung in ganz Großbritannien gezeigt wurden. Im Leverkusener Schloss Morsbroich wurde eine Einzelausstellung mit Ernsts Entwürfen von Georg Muche eröffnet. Muche sagte über Ernsts Entwürfe, deren Vielfalt habe ihren Ursprung „in der Ganzheit ihrer [Ernsts] Vorstellung von Raum und Farbe“. Sie würden der Zweckmäßigkeit eines Raumes entgegentreten und ihn „wohnlich“ und „gesellschaftlich“ machen. 1958 wurde ihr auf der Weltausstellung in Brüssel ein „Etoile D’Or“ zuerkannt.
Ende der 1950er Jahre wurde Tea Ernst beauftragt, Alt- und Neubau des Saarländischen Rundfunks einzurichten. In der ersten Nachmittagssendung des Saarländischen Rundfunks wurde sie von Truck Branss porträtiert. Auch entwarf sie Dosen und Verpackungen, wie etwa für Produkte der Firma Sprengel sowie Porzellan für Arzberg. 1982 verkauften Tea Ernst und Eggert das gemeinsame Unternehmen. 1985 zeigte das Rheinische Landesmuseum Bonn in der Ausstellung Aus den Trümmern auch Arbeiten von Tea Ernst.

## Ausstellungen (Auswahl)
- 1933 die kugel, Rathaus Paderborn
- 1949 Werkbundausstellung, Köln (Rasch-Pavillon)
- 1950 Museum Osnabrück, (Einzel)
- 1954 Städt. Museum Schloß Morsbroich, Leverkusen (Einzel)
- 1956 Stedelijk Museum, Amsterdam (Gruppe)
- 1956 Victoria-and-Albert-Museum, London (Gruppe)
- 1958 Weltausstellung, Brüssel (Gruppe)
- 1989 Haus der Geschichte der Bundesrepublik Deutschland, Bonn (Gruppe)